# Colourmeinkindness
Colourmeinkindness — второй студийный альбом британской рок-группы Basement. Он был выпущен 23 октября 2012 года лейблом Run for Cover Records.

## История
Basement образовалась в Ипсвиче в 2010 году и в августе того же года подписала контракт с независимым лейблом Run for Cover Records. В июле 2011 года группа выпустила свой дебютный альбом I Wish I Could Stay Here. Затем группа несколько раз гастролировала по Великобритании, а также по США и Австралии.

## Композиция и запись
По сравнению с предыдущими релизами, гитарист Алекс Хенери назвал процесс создания Colourmeinkindness «самым хаотичным процессом, который мы когда-либо проходили при написании альбома». Члены группы писали партии, отправляли их друг другу по электронной почте и обменивались идеями по поводу этих партий. Поскольку Хенери проживает в США, группа не могла собраться вместе и писать в репетиционном помещении. С Colourmeinkindness группа «хотела исследовать новые звуки и техники… Мы все хотели вывести звучание группы на новый уровень», — говорит Хенери. Альбом описывают как альтернативный рок, эмо, инди-рок, постхардкор, панк-рок.

## Отзывы
| Оценки критиков  | Оценки критиков |
| Источник         | Оценка          |
| ---------------- | --------------- |
| AbsolutePunk     | 90%             |
| AllMusic         | [ 12 ]          |
| Alter the Press! | 5/5             |
| Dead Press!      | [ 14 ]          |
| Kill Your Stereo | 90/100          |
| Punknews.org     | [ 16 ]          |

Альбом получил в целом положительные отзывы от современных музыкальных критиков.
Colourmeinkindness получил положительные отзывы после выпуска. Рецензент AbsolutePunk Адам Пфлейдер написал, что альбом содержит «столько же отсылок к инди, гранжу и альтернативному шугейзу, сколько и аллюзий на топ-40 радиостанций в период его расцвета в 1996 году». Пфлейдер также написал, что группе удалось создать «почти идеальное сочетание культа гранжа и лучших синглов 90-х». В краткой рецензии для AllMusic Мэтт Коллар написал, что альбом «демонстрирует страстный, размашистый, эмо-влиятельный рок Basement». Джеймс Тремейн из Alter the Press! написал, что альбом «столько же обязан эмо и гранжу середины 90-х, таким как Nirvana», сколько «современному панку». Он продолжил, сказав, что группа создала альбом, который «знает, когда нужно наносить удары, а когда нужно предложить плечо, на котором можно поплакать», будучи «в равной степени грубой силой и красотой».
Рецензент Kill Your Stereo Мэддо написал, что одной из самых привлекательных черт группы была «честность и искренность в текстах Фишера». Maddo благосклонно сравнил голос Фишера с голосом фронтмена Sunny Day Real Estate Джереми Энигка. Рецензент Punknews.org RENALDO69 назвал альбом «невероятным… почти безупречным». Он похвалил вокал Фишера, назвав его «первоклассным» и «замечательным».

## Список композиций
| №   | Название    | Длительность |
| --- | ----------- | ------------ |
| 1.  | «Whole»     | 3:11         |
| 2.  | «Covet»     | 3:48         |
| 3.  | «Spoiled»   | 2:45         |
| 4.  | «Pine»      | 2:26         |
| 5.  | «Bad Apple» | 2:57         |
| 6.  | «Breathe»   | 5:22         |
| 7.  | «Control»   | 2:39         |
| 8.  | «Black»     | 3:13         |
| 9.  | «Comfort»   | 2:20         |
| 10. | «Wish»      | 5:03         |

## Чарты
| Чарт (2012)                      | Высшая позиция |
| -------------------------------- | -------------- |
| США Billboard 200                | 188            |
| США Billboard Heatseekers Albums | 8              |
| США Billboard Independent Albums | 48             |
| США Billboard Vinyl Albums       | 1              |